# Krebsen
Krebsen (Cancer) er et stjernebillede på den nordlige himmelkugle.